# Spartina longispica
Spartina longispica är en gräsart som beskrevs av Lucien Leon Hauman, Parodi och St.-yves. Spartina longispica ingår i släktet marskgräs, och familjen gräs. Inga underarter finns listade i Catalogue of Life.